# Lac Saint-Joseph (Ontario)
Pour les articles homonymes, voir Lac Saint-Joseph et Saint-Joseph.
Le lac Saint-Joseph (en anglais : Lake St. Joseph), est une étendue d'eau située au nord-Ouest de la province de l'Ontario, au Canada.

## Géographie
Ce lac est un reliquat de l'ancien lac proglaciaire Agassiz. Le lac Saint-Joseph est la principale source de la rivière Albany qui est son émissaire.
Le lac Saint-Joseph est accessible par la route 599 de la ville de Ignace. La ville la plus proche est Pickle Lake. Ce lac est renommé pour la pêche en eau douce dans un environnement sauvage. Les personnes qui désirent pêcher ce lac doivent recevoir une autorisation spéciale du Ministère des Ressources naturelles de l'Ontario. Ce permis s'ajoute aux autres licences requises. L'accès est limité en raison de l'environnement sauvage. La plupart des personnes qui souhaitent pêcher sur ce lac devront loger à l'un des camps de pêche opérant à l'extrémité est du lac. Il y a aussi un camp éloigné situé sur l'une des îles au centre du lac. Les principales espèces sont doré, brochet et la perchaude. 

## Histoire
À l'époque de la traite des fourrures, ce lac faisait partie d'un itinéraire de canotage à l'ouest de la baie James: Baie James, rivière Albany, le lac Saint-Joseph, portage, Lac Seul, English River (Ontario), Winnipeg River et Lac Winnipeg.